# Чемпионат Восточной Азии по футболу 2010
Чемпионат Восточной Азии по футболу 2010 года — футбольный турнир среди сборных, представляющих Восточную Азию. Финальный турнир проходил 6-14 февраля 2010 года в Токио (Япония). Отборочные турниры проходили в течение 2009 года.

## Участники

### Отборочный турнир
- Гуам
- Северные Марианские Острова
- Монголия
- Макао

### Полуфиналы
- Китайский Тайбэй
- Гуам — победитель отборочного турнира
- Гонконг
- КНДР

### Финал
- Китай — третье место в Чемпионате Восточной Азии 2008
- Гонконг — победитель полуфиналов
- Япония — команда-участник Чемпионата мира по футболу 2010
- Республика Корея — команда-участник Чемпионата мира по футболу 2010

## Отборочный турнир
Принимал отборочный турнир Гуам. Победитель получал право выступать в полуфинальной стадии.
| Команда                     | М | В | Н | П | ГЗ | ГП | ±  | О |
| --------------------------- | - | - | - | - | -- | -- | -- | - |
| Гуам                        | 3 | 2 | 1 | 0 | 5  | 3  | +2 | 7 |
| Монголия                    | 3 | 2 | 0 | 1 | 6  | 3  | +3 | 6 |
| Макао                       | 3 | 1 | 1 | 1 | 9  | 5  | +4 | 4 |
| Северные Марианские Острова | 3 | 0 | 0 | 3 | 3  | 12 | −9 | 0 |

| Макао                                                                           | 6 – 1 | Северные Марианские Острова |
| ------------------------------------------------------------------------------- | ----- | --------------------------- |
| Чан Кин Сен 13′, 24′ · Хо Мань Хоу 33′, 90′ · Лён Чун Инь 40′ · Лой Ван Хун 62′ | Отчёт | Джо Ван Миллер 5′           |

| Гуам                  | 1 – 0 | Монголия |
| --------------------- | ----- | -------- |
| Кристофер Мендиола 9′ | Отчёт |          |

| Макао           | 1 – 2 | Монголия                                              |
| --------------- | ----- | ----------------------------------------------------- |
| Хо Мань Хоу 79′ | Отчёт | Цеденбал, Норджимоо 67′ · Доноровин Лкхюмбенгарав 69′ |

| Гуам                                    | 2 – 1 | Северные Марианские Острова      |
| --------------------------------------- | ----- | -------------------------------- |
| Джошуа Эндрю Борха 10′ · Ян Мариано 68′ | Отчёт | Питер Бенджамин Локен 81′ (пен.) |

| Северные Марианские Острова        | 1 – 4 | Монголия |
| ---------------------------------- | ----- | --- |
| Николас Бенджамин Суэйм 74′ (пен.) | Отчёт | Доноровин Лкхюмбенгарав 16′ · Герельт-Од Сухэбаатар 42′ · Цеденбал, Норджимоо 71′ · Мунгунсух Баттсагаан 90′ |

| Гуам                                                | 2 – 2 | Макао                 |
| --------------------------------------------------- | ----- | --------------------- |
| Джошуа Эндрю Борха 36′ · Джэйсон Райан Каннлифф 90′ | Отчёт | Чань Кин Сэн 10′, 51′ |

### Награды
| Лучший вратарь           | Лучший защитник               | Лучший бомбардир     | Самый ценный игрок            | Приз честной игры           |
| ------------------------ | ----------------------------- | -------------------- | ----------------------------- | --------------------------- |
| Гуам · Бретт Малувелменг | Монголия · Чимеддорж Мунхабат | Макао · Чань Кин Сэн | Гуам · Джэйсон Райан Каннлифф | Северные Марианские Острова |

## Полуфиналы
Полуфинальная стадия проводилась в Гаосюне, Тайвань. Победитель получал право выступать в финальном турнире.
| Команда          | М | В | Н | П | ГЗ | ГП | ±   | О |
| ---------------- | - | - | - | - | -- | -- | --- | - |
| Гонконг          | 3 | 2 | 1 | 0 | 16 | 0  | +16 | 7 |
| КНДР             | 3 | 2 | 1 | 0 | 11 | 3  | +8  | 7 |
| Китайский Тайбэй | 3 | 1 | 0 | 2 | 5  | 8  | −3  | 3 |
| Гуам             | 3 | 0 | 0 | 3 | 4  | 25 | −21 | 0 |

| КНДР | 9 – 2 | Гуам                                               |
| --- | ----- | -------------------------------------------------- |
| Ким Ён Джун 8′ · Пак Нам Чхоль 12′ · Ан Чхоль Хёк 20′, 74′, 78′, 89′ · Чхве Гым Чхоль 28′, 41′ · Мун Ин Гук 45+2′ | Отчёт | Джошуа Эндрю Борха 1′ · Джэйсон Райан Каннлифф 19′ |

| Китайский Тайбэй | 0 – 4 | Гонконг                                                                       |
| ---------------- | ----- | ----------------------------------------------------------------------------- |
|                  | Отчёт | Ли Вай Лим 38′ · Чань Вай Хо 45+1′ · Чань Сю Ки 60′ · Джерард Амбасса Гай 63′ |

| Гонконг | 0 – 0 | КНДР |
| ------- | ----- | ---- |
|         | Отчёт |      |

| Китайский Тайбэй                                    | 4 – 2 | Гуам                       |
| --------------------------------------------------- | ----- | -------------------------- |
| Чэнь Полян 45+′, 68′ · Чан Хань 61′ · Ло Чи Энь 75′ | Отчёт | Джошуа Эндрю Борха 5′, 26′ |

| Гонконг | 12 – 0 | Гуам |
| --- | ------ | ---- |
| Мань Пэй Так 5′ · Вон Чинь Хан 15′ · Чань Сю Ки 18′, 35′, 75′, 77′ · Чао Пэйфэй 37′, 71′, 90+2′ · Лён Чунь Пон 41′ · Пун Ю Чо 89′ · Чань Вай Хо 90′ | Отчёт  |      |

| Китайский Тайбэй | 1 – 2 | КНДР                                 |
| ---------------- | ----- | ------------------------------------ |
| Чан Хань 49′     | Отчёт | Чон Тэ Се 23′ (пен.) · Чи Юн Нам 61′ |

### Награды
| Лучший вратарь | Лучший защитник | Лучший бомбардир | Самый ценный игрок  | Приз честной игры |
| -------------- | --------------- | ---------------- | ------------------- | ----------------- |
| Хо Во Чуень    | Ли Кван Чхон    | Чань Сю Ки       | Джерард Амбасса Гай | КНДР              |

## Финал
Финальная стадия проходила в Токио, Япония в феврале 2010.
| Команда          | М | В | Н | П | ГЗ | ГП | ±   | О |
| ---------------- | - | - | - | - | -- | -- | --- | - |
| Китай            | 3 | 2 | 1 | 0 | 5  | 0  | +5  | 7 |
| Республика Корея | 3 | 2 | 0 | 1 | 8  | 4  | +4  | 6 |
| Япония           | 3 | 1 | 1 | 1 | 4  | 3  | +1  | 4 |
| Гонконг          | 3 | 0 | 0 | 3 | 0  | 10 | −10 | 0 |

| Япония | 0 – 0 | Китай |
| ------ | ----- | ----- |
|        | Отчёт |       |

| Республика Корея                                                                         | 5 – 0 | Гонконг |
| ---------------------------------------------------------------------------------------- | ----- | ------- |
| Ким Джон У 10′ · Ку Джа Чхоль 24′ · Ли Дон Гук 32′ · Ли Сын Рёль 37′ · Но Бён Чжун 90+3′ | Отчёт |         |

| Китай                                     | 3 – 0 | Республика Корея |
| ----------------------------------------- | ----- | ---------------- |
| Юй Хай 5′ · Гао Линь 27′ · Дэн Чжосян 60′ | Отчёт |                  |

| Япония                                     | 3 – 0 | Гонконг |
| ------------------------------------------ | ----- | ------- |
| Кейдзи Тамада 41′, 82′ · Маркус Танака 65′ | Отчёт |         |

| Гонконг | 0 – 2 | Китай                  |
| ------- | ----- | ---------------------- |
|         | Отчёт | Цюй Бо 44′, 74′ (пен.) |

| Япония                  | 1 – 3 | Республика Корея                                          |
| ----------------------- | ----- | --------------------------------------------------------- |
| Ясухито Эндо 23′ (пен.) | Отчёт | Ли Дон Гук 33′ (пен.) · Ли Сын Рёль 39′ · Ким Джэ Сон 70′ |

### Награды
| Лучший вратарь | Лучший защитник              | Лучший бомбардир                                                                  | Самый ценный игрок | Приз честной игры |
| -------------- | ---------------------------- | --------------------------------------------------------------------------------- | ------------------ | ----------------- |
| Китай · Ян Чжи | Республика Корея · Чо Ён Хён | Китай Цюй Бо · Республика Корея: · Ли Дон Гук, Ли Сын Рёль · Япония Кейдзи Тамада | Китай · Ду Вэй     | Гонконг           |

## Итоги чемпионата
| Место | Сборная                     |
| ----- | --------------------------- |
| 1     | Китай                       |
| 2     | Республика Корея            |
| 3     | Япония                      |
| 4     | Гонконг                     |
| 5     | КНДР                        |
| 6     | Китайский Тайбэй            |
| 7     | Гуам                        |
| 8     | Монголия                    |
| 9     | Макао                       |
| 10    | Северные Марианские Острова |

## Победитель
| Чемпион Восточной Азии 2010 |
| Китай Второй титул          |